# Эрмосо, Марио
Ма́рио Эрмо́со Кансе́ко (исп. Mario Hermoso Canseco; род. 18 июня 1995, Мадрид) — испанский футболист, защитник итальянского клуба «Рома». Выступал за сборную Испании.

## Клубная карьера
Эрмосо — воспитанник клуба «Реал Мадрид». С 2014 года Марио начал выступать за молодёжные и юношеские команды «сливочных». Летом 2015 года Эрмосо для получения игровой практики на правах аренды перешёл в «Реал Вальядолид». 22 августа в матче против «Кордовы» он дебютировал в Сегунде. После окончания аренды он вернулся в столицу, где сезон отыграл за «Реал Мадрид Кастилья».
Летом 2017 года Эрмосо перешёл в «Эспаньол». 9 сентября в матче «Барселоны» он дебютировал в Ла Лиге. 28 января 2018 года в поединке против «Леганеса» Марио забил свой первый гол за «Эспаньол».
18 июля 2019 года Эрмосо подписал пятилетний контракт с «Атлетико Мадрид» на 25 миллионов евро плюс 4 миллиона евро в качестве бонусов. «Эспаньол» также сохранил 20 % от будущей продажи игрока, при этом половина суммы была выплачена «Реалу». 18 августа Марио дебютировал в лиге, отыграв 28 минут в матче против «Хетафе» (1:0).
2 сентября 2024 года присоединился к итальянскому клубу «Рома».

## Достижения

### Командные
«Атлетико Мадрид»
- Чемпион Испании: 2020/21